# اللواء 31 مدرع (اليمن)
اللواء 31 مدرع هو لواء مدرع يمني يتبع القوات البرية في للمنطقة العسكرية الرابعة. يتمركز في محافظة عدن.

## القادة
| م | القائد                            | بداية         | نهاية | المدة |
| - | --------------------------------- | ------------- | ----- | ----- |
| 1 |                                   |               |       |       |
| 2 | العميد الركن/ أبو بكر فرج العتيقي | 10 أبريل 2013 |       |       |